# Styrax jaliscana
Styrax jaliscana là một loài thực vật có hoa trong họ Bồ đề. Loài này được S. Watson miêu tả khoa học đầu tiên năm 1891.